# كوري جيبس
كوري جيبس (بالإنجليزية: Cory Gibbs)‏ لاعب كرة قدم أمريكي يلعب في الدوري الإمريكي مع نادي كولورادو رابيدز.
| الاسم الكامل | الرقم | المركز | تاريخ الميلاد              |
| ------------ | ----- | ------ | -------------------------- |
| كوري جيبس    | 7     | دفاع   | (14 يناير 1980) (العمر 29) |

## انتقالات اللاعب
- 2004-2005 نادي فيينورد روتردام
- 2005-2006 انتقل من نادي فيينورد روتردام إلى ناديأدو دين هاغ
- 2006-2008 انتقل من نادي أدو دين هاغ إلى نادي تشارلتون أثليتيك
- 2008-الآن انتقل من ناديتشارلتون أثليتيك إلى نادي كولورادو رابيدز.

## روابط خارجية
- كوري جيبس على موقع الدوري الأمريكي (الإنجليزية)
- كوري جيبس على موقع قاعدة بيانات كرة القدم.إي يو (الإنجليزية)
- كوري جيبس على موقع ناشيونال فوتبول تيمز (الإنجليزية)
- كوري جيبس على موقع Soccerbase.com (لاعب) (الإنجليزية)
- كوري جيبس على موقع كووورة